# Shavand
Shavand (persiska: شوند, شاهوِند, شاهوَند) är en ort i Iran.   Den ligger i provinsen Hamadan, i den nordvästra delen av landet, 200 km väster om huvudstaden Teheran. Shavand ligger 1 945 meter över havet och antalet invånare är 978.
Terrängen runt Shavand är platt åt sydväst, men åt nordost är den kuperad.Runt Shavand är det ganska glesbefolkat, med 47 invånare per kvadratkilometer. Närmaste större samhälle är Razan, 16,0 km väster om Shavand. Trakten runt Shavand består i huvudsak av gräsmarker.